# 181-я танковая бригада
181-я танковая Знаменская Краснознаменная орденов Суворова, Кутузова бригада — танковая бригада Красной армии в годы Великой Отечественной войны. Сокращённое наименование — 181 тбр.

## Формирование и организация
181-я танковая бригада начала формироваться на основании Директивы НКО № 723499сс от 15.02.1942 г. Формирование проходило в период с 19 июня по 3 июля 1942 г. в Сталинградском АБТ центре (Саратов). Директива НКО № 726019 от 23.06.1942 г.
4 июля 1942 г. бригада в районе Воронежа вошла в состав 18-го тк. 8 июля 1942 г. бригада в составе 18-го тк вошла в состав войск Воронежского фронта.
21 сентября 1942 г. бригада в составе 18-го тк включена в состав подчижной группы 38-й армии Брянского фронта, действовавшей на правом берегу р. Дон.
5 октября 1942 г. бригада в составе 18-го тк выведена в Татищеские лагеря в резерв Ставки ВГК на доукомплектование.
25 ноября 1942 г. бригада в составе 18-го тк прибыла в район Нижний Мамон на Юго-Западный фронт, где вместе с корпусом участвовала в тяжёлых боях по уничтожению группировки, прорывавшейся на помощь окружённой в Сталинграде немецкой 6-й армии.
25 марта 1943 г. бригада в составе 18-го тк в районе Россоши Воронежской обл. выведена на доукомплектование в Степной ВО. 8 июля 1943 г. бригада в составе 18-го тк в районе ст. Прохоровка подчинена 5-й гв. ТА Воронежского фронта.
4 августа 1943 г. бригада в составе 18-го тк 5-й гв. ТА в районах Белгорода, Богодухов, Харьков находилась в состав Степного фронта.
8 октября 1943 г. бригада в составе 18-го тк 5-й гв. ТА в районе юго-западнее Кременчуга вошла в состав 2-го Украинского фронта. 25 мая 1944 1944 г. бригада в составе 18-го тк вышла из 5-й гв. ТА и к 26 мая 1944 г. сосредоточилась в районе Яссы (Румыния).
5 сентября 1944 г. бригада в составе 18-го тк подчинена 53-й армии вела бои в Трансильванских Альпах. 27 октября 1944 г. бригада в составе 18-го тк выведена в резерв 2-го Украинского фронта в район Корцаг (Венгрия). 1 ноября 1944 г. бригада в составе 18-го тк в районе Тимишоары (Румыния) подчинена 3-му Украинскому фронту.
7 марта 1945 г. бригада в составе 18-го тк переподчинена 27-й гв. армии (Будапешт). 4 апреля 1945 г. бригада в составе 18-го тк в районе южнее Вены вошла в состав 6-й гв. ТА.

## Боевой и численный состав
Бригада сформирована по штатам № 010/345-010/352 от 15.02.1942 г. (только вместо отб по штату № 010/346 в бригаде были отб по штату 010/394 и 010/397):
- Управление бригады [штат № 010/345]
- 394-й отд. танковый батальон (штат № 010/394)
- 395-й отд. танковый батальон (штат № 010/397)
- Мотострелково-пулеметный батальон [штат № 010/347]
- Противотанковая батарея [штат № 010/348]
- Зенитная батарея [штат № 010/349]
- Рота управления [штат № 010/350]
- Рота технического обеспечения [штат № 010/351]
- Медико-санитарный взвод [штат № 010/352]

Директивой ГШКА № 994214 от 01.10.1942 г. переведена на штаты № 010/270-010/277 от 31.07.1942:
- Управление бригады [штат № 010/270]
- 394-й отд. танковый батальон [штат № 010/271]
- 395-й отд. танковый батальон [штат № 010/272]
- Мотострелково-пулеметный батальон [штат № 010/273]
- Истребительно-противотанковая батарея [штат № 010/274]
- Рота управления [штат № 010/275] Рота технического обеспечения [штат № 010/276]
- Медико-санитарный взвод [штат № 010/277]

Директивой ГШ КА № орг/3/2298 от 02.03.1944 г. переведена на штаты № 010/500-010/506:
- Управление бригады [штат № 010/500]
- 1-й танковый батальон [штат № 010/501]
- 2-й танковый батальон [штат № 010/501]
- 3-й танковый батальон [штат № 010/501]
- Моторизованный батальон автоматчиков [штат № 010/502]
- Зенитно-пулеметная рота [штат № 010/503]
- Рота управления [штат № 010/504]
- Рота технического обеспечения [штат № 010/505]
- Медсанвзвод [штат № 010/506]

### Численный состав
| Дата            | Объединение        | Личный состав | Типы танков (исправных/неисправных) | Всего | Примечание                                    |
| --------------- | ------------------ | ------------- | ----------------------------------- | ----- | --------------------------------------------- |
| 01.07.1942 года | Воронежский фронт  | 1 168         | 44 Т 34; 21 Т 60;                   | 65    | ЦАМО РФ. ф. 38, оп. 11373, д. 150             |
| 30.11.1942 года | Юго-Западный фронт | 1 104         | 32 Т 34; 21 Т 70                    | 53    | ЦАМО РФ. ф. 38, оп. 11373, д. 150             |
| 05.07.1943 года | 18 тк, 5 гв. ТА    | 1 094         | 32 Т 34; 21 Т 70, 3 БА 64           | 53    |                                               |
| 11.07.1943 года | 18 тк, 5 гв. ТА    |               | 24 Т 34; 20 Т 70                    | 44    | «Красная Армия в победах и поражениях» с. 254 |

## Подчинение
Периоды вхождения в состав Действующей армии:
- с 02.12.1941 по 10.03.1943 года.
- с 26.03.1943 по 30.11.1943 года.
- с 10.06.1944 по 04.09.1944 года.
- с 30.10.1944 по 09.05.1945 года.

| Дата          | Фронт (округ)                | Армия                          | Корпус               | Дивизия | Бригада | Примечания |
| ------------- | ---------------------------- | ------------------------------ | -------------------- | ------- | ------- | ---------- |
| 01.03.1942 г  | Приволжский военный округ    |                                |                      |         |         |            |
| 01.04.1942 г. | Приволжский военный округ    |                                |                      |         |         |            |
| 01.05.1942 г. | Приволжский военный округ    |                                |                      |         |         |            |
| 01.06.1942 г. | Приволжский военный округ    |                                |                      |         |         |            |
| 01.07.1942 г. | РВГК                         |                                | 18-й танковый корпус |         |         |            |
| 01.08.1942 г. | Воронежский фронт            | 60-я армия                     | 18-й танковый корпус |         |         |            |
| 01.09.1942 г. | Воронежский фронт            | 60-я армия                     | 18-й танковый корпус |         |         |            |
| 01.10.1942 г. | Воронежский фронт            | 60-я армия                     | 18-й танковый корпус |         |         |            |
|               |                              |                                |                      |         |         |            |
| 01.11.1942 г. | Приволжский военный округ    |                                | 18-й танковый корпус |         |         |            |
| 01.12.1942 г. | Юго-западный фронт           |                                | 18-й танковый корпус |         |         |            |
| 01.01.1943 г  | Юго-западный фронт           | 1-я гвардейская армия          | 18-й танковый корпус |         |         |            |
| 01.02.1943 г  | Юго-западный фронт           |                                | 18-й танковый корпус |         |         |            |
| 01.03.1943 г. | Юго-западный фронт           | 1-я гвардейская армия          | 18-й танковый корпус |         |         |            |
| 01.04.1943 г. | РВГК                         |                                | 18-й танковый корпус |         |         |            |
| 01.05.1943 г. | Сталинградский военный округ |                                | 18-й танковый корпус |         |         |            |
| 01.06.1943 г. | Сталинградский военный округ |                                | 18-й танковый корпус |         |         |            |
| 01.07.1943 г  | РГВК                         |                                | 18-й танковый корпус |         |         |            |
| 01.08.1943 г. | Воронежский фронт            | 5-я гвардейская танковая армия | 18-й танковый корпус |         |         |            |
| 01.09.1943 г. | Сталинградский фронт         | 5-я гвардейская танковая армия | 18-й танковый корпус |         |         |            |
| 01.10.1943 г. | РВГК                         | 5-я гвардейская танковая армия | 18-й танковый корпус |         |         |            |
| 01.11.1943 г  | 2-й Украинский фронт         | 5-я гвардейская танковая армия | 18-й танковый корпус |         |         |            |
| 01.12.1943 г  | 2-й Украинский фронт         | 5-я гвардейская танковая армия | 18-й танковый корпус |         |         |            |
| 01.01.1944 г  | 2-й Украинский фронт         | 5-я гвардейская танковая армия | 18-й танковый корпус |         |         |            |
| 01.02.1944 г  | 2-й Украинский фронт         | 5-я гвардейская танковая армия | 18-й танковый корпус |         |         |            |
| 01.03.1944 г  | 2-й Украинский фронт         | 5-я гвардейская танковая армия | 18-й танковый корпус |         |         |            |
| 01.01.1944 г  | 2-й Украинский фронт         | 5-я гвардейская танковая армия | 18-й танковый корпус |         |         |            |
| 01.02.1944 г  | 2-й Украинский фронт         | 5-я гвардейская танковая армия | 18-й танковый корпус |         |         |            |
| 01.03.1944 г  | 2-й Украинский фронт         | 5-я гвардейская танковая армия | 18-й танковый корпус |         |         |            |
| 01.04.1944 г  | 2-й Украинский фронт         | 5-я гвардейская танковая армия | 18-й танковый корпус |         |         |            |
| 01.04.1944 г  | 2-й Украинский фронт         | 5-я гвардейская танковая армия | 18-й танковый корпус |         |         |            |
| 01.05.1944 г  | 2-й Украинский фронт         |                                | 18-й танковый корпус |         |         |            |
| 01.06.1944 г  | 2-й Украинский фронт         |                                | 18-й танковый корпус |         |         |            |
| 01.07.1944 г  | 2-й Украинский фронт         |                                | 18-й танковый корпус |         |         |            |
| 01.08.1944 г  | 2-й Украинский фронт         |                                | 18-й танковый корпус |         |         |            |
| 01.09.1944 г  | 2-й Украинский фронт         | 6-я танковая армия             | 18-й танковый корпус |         |         |            |
| 01.10.1944 г  | 2-й Украинский фронт         | 53-я армия                     | 18-й танковый корпус |         |         |            |
| 01.11.1944 г  | 2-й Украинский фронт         |                                | 18-й танковый корпус |         |         |            |
| 01.12.1944 г  | 3-й Украинский фронт         |                                | 18-й танковый корпус |         |         |            |
| 01.01.1945 г  | 3-й Украинский фронт         |                                | 18-й танковый корпус |         |         |            |
| 01.02.1945 г  | 3-й Украинский фронт         |                                | 18-й танковый корпус |         |         |            |
| 01.03.1945 г  | 3-й Украинский фронт         |                                | 18-й танковый корпус |         |         |            |
| 01.04.1945 г  | 3-й Украинский фронт         |                                | 18-й танковый корпус |         |         |            |
| 01.05.1945 г  | 3-й Украинский фронт         |                                | 18-й танковый корпус |         |         |            |

## Командиры

### Командиры бригады
- Могильченко Иван Васильевич, майор, врио, 17.04.1942 — 05.06.1942 года.[1]
- Коновалов Василий Иванович, полковник, 05.06.1942 — 15.01.1943 года.[2]
- Пузырёв Вячеслав Алексеевич, подполковник (15.08.1943 ранен и эвакуирован в госпиталь), ид,21.01.1943 — 15.08.1943 года.[3]
- Шевченко Пётр Фёдорович, подполковник,16.08.1943 — 06.09.1943 года.[4]
- Пузырев Вячеслав Алексеевич, подполковник,07.09.1943 — 00.12.1943 года.
- Индейкин Анатолий Михайлович, подполковник, ид, с 22.02.1944 полковник, 06.12.1943 — 25.04.1944 года.[5]
- Индейкин Анатолий Михайлович, полковник, 25.04.1944 — 15.12.1944 года.
- Кубланов Анатолий Кузьмич, подполковник, ид, (29.01.1945 ранен и эвакуирован в госпиталь),16.12.1944 — 29.01.1945 года.[5]
- Мухин Василий Сафонович, врид, полковник.30.01.1945 — 01.03.1945 года.[6]
- Индейкин Анатолий Михайлович, подполковник, 01.03.1945 — 20.04.1945 года.
- Шевченко Никита Селиверстович, ид, подполковник,20.04.1945 — 10.06.1945 года.[7]

### Начальники штаба бригады
- Горель Акива Аронович, ст. лейтенант, 00.05.1942 — 00.02.1943 года.[8]
- Щегловатых Николай Фомич, капитан, 00.02.1943 — 00.06.1943 года.[9]
- Попов Иван Фёдорович, майор, 00.06.1943 — 00.11.1943 года.[10]
- Индейкин Анатолий Михайлович, подполковник, 00.11.1943 — 00.12.1943 года.
- Кубланов Анатолий Кузьмич, подполковник 00.12.1943 — 00.09.1944 года.
- Шевченко Архип Сидорович, майор,00.09.1944 — 00.01.1945 года.[11]
- Кубланов Анатолий Кузьмич, подполковник, 00.01.1945 — 00.06.1945 года.

### Заместитель командира бригады по строевой части
- Могильченко Иван Васильевич, майор, 17.04.1942 — 12.06.1942 года
- Андрианов Михаил Алексеевич, майор, ид, 00.01.1943 — 00.09.1943 года.[12]

### Начальник политотдела, заместитель командира по политической части
- Залипахин Фёдор Ильич, ст. батальон. комиссар, с 08.12.1942 майор, 28.03.1942 — 28.04.1943 года.[13]
- Харченко Николай Иосифович, майор, 28.04.1943 — 16.06.1943 года.[14]
- Залипахин Фёдор Ильич, майор, 16.06.1943 — 06.09.1943 года.
- Раков Сергей Михайлович, майор, 10.09.1943 — 28.01.1945 года
- Ершов Пётр Васильевич, подполковник, 28.01.1945 — 26.04.1945 года.
- Кудряшов Алексей Максимович, подполковник 26.04.1945 — 03.08.1945 года.

## Отличившиеся воины
| Награда | Ф. И.О                             | Звание                    | Должность                                                                    | Дата награждения      | Примечания                        |
| ------- | ---------------------------------- | ------------------------- | ---------------------------------------------------------------------------- | --------------------- | --------------------------------- |
|         | Абрамцев, Сергей Павлович          | младший лейтенант         | командир танка 2-го танкового батальона 181-й танковой бригады               | 13 сентября 1944 года | Погиб в бою 17 февраля 1944 года  |
|         | Аляпкин, Иван Матвеевич            | старшина                  | механик-водитель танка Т-34 1-го танкового батальона 181-й танковой бригады  | 10 марта 1944 года    |                                   |
|         | Белороссов, Владимир Александрович | младший лейтенант         | командир танка Т-34 2-го танкового батальона 181-й танковой бригады          | 10 марта 1944 года    | Умер от ран                       |
|         | Вергун, Яков Пантелеймонович       | капитан                   | заместитель начальника штаба 181-й танковой бригады                          | 22 февраля 1944 года  |                                   |
|         | Иванов, Григорий Федосеевич        | младший лейтенант         | командир танкового взвода 1-го танкового батальона 181-й танковой бригады    | 24 марта 1945 года    |                                   |
|         | Махров, Алексей Григорьевич        | лейтенант                 | командир роты средних танков 1-го танкового батальона 181-й танковой бригады | 10 марта 1944 года    |                                   |
|         | Мишкин, Николай Тимофеевич         | старший лейтенант         | командир роты 2-го танкового батальона 181-й танковой бригады                | 24 марта 1945 года    | Погиб в бою 22 сентября 1944 года |
|         | Тарасов, Пётр Максимович           | старший лейтенант         | командир танковой роты 1-го танкового батальона 181-й танковой бригады       | 24 марта 1945 года    |                                   |
|         | Шкурдалов, Евгений Викторович      | гвардии старший лейтенант | старший адъютант 1-го танкового батальона 181-й танковой бригады             | 10 марта 1944 года    |                                   |
|         | Якимович, Николай Кондратьевич     | младший лейтенант         | командир танкового взвода 1-го танкового батальона 181-й танковой бригады    | 24 марта 1945 года    |                                   |

## Награды и наименования
| Награда, наименование              | Дата                                        | За что получена |
| ---------------------------------- | ------------------------------------------- | --- |
| Орден Красного Знамени             | Указ Президиума ВС СССР от 26.02.1944 года. | За образцовое выполнение боевых заданий командования в боях за освобождение города Корсунь-Шевченковский и проявленные при этом доблесть и мужество.   |
| Почётное наименование «Знаменская» | Приказ ВГК от 10.12.1943 года.              | В ознаменование одержанной победы и отличие в боях при освобождении г. Знаменка.                                                                       |
| Орден Суворова II степени          | Указ Президиума ВС СССР от 05.04.1945 года. | За образцовое выполнение заданий командования в боях с немецкими захватчиками при овладении города Будапешт и проявленные при этом доблесть и мужество |
| Орден Кутузова II степени          | Указ Президиума ВС СССР от 15.09.1944 года. | За образцовое выполнение заданий командования в боях с немецкими захватчиками, за овладение городом Кишинев и проявленные при этом доблесть и мужество |